# Tyler Ulis
Tyler Ulis (nascido em 5 de janeiro de 1996) é um jogador norte-americano de basquete profissional que atualmente joga pelo Chicago Bulls, disputando a National Basketball Association (NBA). Foi selecionado pelos Suns na segunda rodada do draft da NBA em 2016.